# Compsibidion inornatum
Compsibidion inornatum är en skalbaggsart som först beskrevs av Martins 1962.  Compsibidion inornatum ingår i släktet Compsibidion och familjen långhorningar. Inga underarter finns listade i Catalogue of Life.